# Lascano

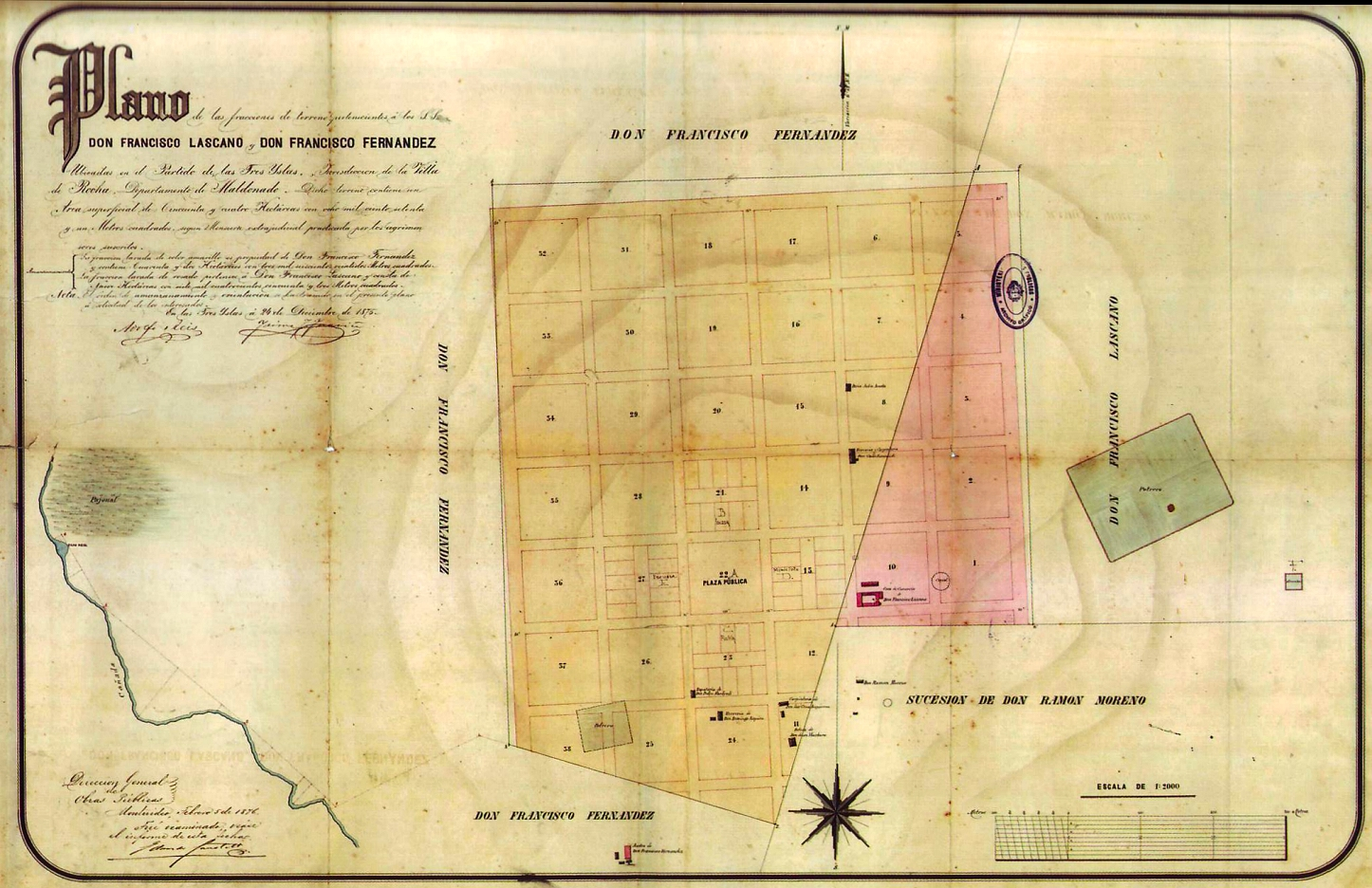
Kaart van Lascano uit 1875

Lascano is een stad in het noorden van het departement Rocha (Uruguay) die is omringd door de belangrijkste moerassen en waterrijke gebieden van het oosten van Uruguay.

## Ligging
De rivier Cebollatí bevindt zich op 13 km van de stad, die vooral tijdens de zomer populair is voor haar rust en de veilige wateren. Bovendien is Lascano de thuisbasis van de twee belangrijkste rijstfabrieken van het land, SAMAN en COOPAR, en wordt daardoor gezien als de rijsthoofdstad van het land. Lascano ligt op 250 km van Montevideo en op 100 km van de provinciehoofdstad Rocha.
De dichtstbijzijnde gemeentes zijn Velazquez (48 km), Jose Pedro Varela (42 km), Chuy (89 km), San Luis (50 km), 18 de julio (70 km), Cebollatí (60 km), Averías (aan de rivier) (13 km).

## Geschiedenis
De stad werd gesticht op het grondgebied van rancher Francisco Fernandez in 1876. Oorspronkelijk werd de stad "Tres Islas" genoemd, maar werd later als gevolg van overheidshervormingen Lascano gedoopt, naar Francisco Lascano, de Baskische doopvader van Fernandez die voor hem de nodige documenten ondertekende aangezien Fernandez analfabeet was.

## Beroemde personen uit Lascano
- Artigas Barrios, politicus
- Carlos Julio Eizmendi, violist
- Adauto Daggers, politicus
- Yeanneth Daggers, schrijver en politicus